# Wassenaar (1666-1681)
's Lands schip Wassenaar (1666-1681) was het eerste oorlogsschip dat minder dan een jaar na het sneuvelen van admiraal Jacob van Wassenaer Obdam de naam Wassenaar droeg.

## Bouw[1]
De Wassenaar was een linieschip van 56 stukken van de Admiraliteit op de Maze (Rotterdam). Het werd tegelijk met het zusterschip Schieland in 1665 gebouwd op 's Lands werf te Rotterdam door Salomon Janszoon van der Tempel. Het kwam gelijk gereed met de Zeven Provinciën van dezelfde bouwmeester. Het schip had een lengte van 42,7 m (140,1 voet), een breedte van 11,3 m (37,1 voet) en een diepgang van 4,3 m (14,1 voet). De normale bemanning was 250 man, in 1681 nog ongeveer 213 man.
De commandanten van het schip waren: vanaf 10 december 1665 Corstiaen Eldertszoon, op 4 februari 1667 Cornelis de Liefde, in 1671 Jan van Brakel, in mei-juli 1672 Philips van Almonde, in 1673 Barend Rees en vanaf 1680 Pieter de Liefde. 

## Engels-Nederlandse Oorlogen
De Wassenaar nam onder kapitein Corstiaen Eldertszoon deel aan de Vierdaagse zeeslag van 11-14 juni 1666. Het liet twee Engelse schepen zinken en veroverde de Engelse Convertine (54 stukken). Een jaar later kwam ze onder Cornelis de Liefde in actie bij de beroemde tocht naar Chatham onder Michiel de Ruiter. Ook in de derde Engels-Nederlandse oorlog nam de Wassenaar deel onder andere aan de Slag bij Solebay op 7 juni 1672 onder kapitein Philips van Almonde. Beide zijden claimden de overwinning, hoewel de Nederlandse vloot vijf schepen verloor. Op 21 augustus 1673 nam het schip ook deel aan de Slag bij Kijkduin onder kapitein Barend Rees. 

## Ondergang[2]
De Wassenaar begeleidde onder kapitein Pieter de Liefde, de zoon van admiraal Johan Evertsz de Liefde en neef van Cornelis de Liefde, in 1680 een konvooi van vijf handelsschepen die vanuit de oostelijke Middellandse Zee op weg waren naar Barcelona. Op 17 januari 1681 is de Wassenaar op het eiland Menorca (Balearen) bij Cala Mesquida op de noordoostkust tijdens een storm gestrand, vlakbij de havenplaats Port Mahon (tegenwoordig Maó genoemd). Slechts 24 man van de Wassenaar overleefden de ramp. Ook drie van de vijf koopvaarders liepen op de rotsen en gingen verloren: dat waren de Sint Laurens met schipper Andreas Truijs, de Adelaar met schipper Willem Andreas Rans en de Sint Joris met schipper Jacob Reinders. In totaal kwamen bij deze ramp 233 opvarenden om het leven, waaronder ook Pieter de Liefde. Van de andere twee schepen wist er één veilig de haven van Port Mahon en het andere Genua te bereiken. 
De lokale bevolking op Menorca heeft met een duikklok een belangrijk deel van de inventaris van de schepen weten te bergen, waaronder 25 bronzen kanonnen van de Wassenaar. Verder betrof de vondst olifantenslagtanden (ivoor), baleinen (o.a. gebruikt voor dameskorsetten), en producten van commercieel en militair belang. Een jaar later, in 1682 werd kapitein Anthonij Pieterson door de Admiraliteit op de Maze eropuit gestuurd om het nodige te reclameren maar de bergingskosten die hieraan verbonden waren deden hem ter plekke besluiten daarvan af te zien. 
Restanten van het wrak, waaronder een anker liggen nog steeds ter plaatse en worden regelmatig door duikers bezocht.
In het Nationaal Maritiem Museum te Greenwich is een schets van Willem van de Velde de Jonge als studie voor de spiegel van dit schip. 
Tijdschrift Zeegeschiedenis 1999 voetnoot 15